# Oulad Moumna
Oulad Moumna  (in arabo اولاد مومنة‎?) è un centro abitato e comune rurale del Marocco situato nella provincia di Chichaoua, regione di Marrakech-Safi. Conta una popolazione di 7 513 abitanti (censimento 2014).